# Donja Bioča (Hadžići)
Pour les articles homonymes, voir Donja Bioča.
Donja Bioča (en serbe cyrillique : Доња Биоча) est un village de Bosnie-Herzégovine. Il est situé dans la municipalité de Hadžići, dans le canton de Sarajevo et dans la fédération de Bosnie-et-Herzégovine. Selon les premiers résultats du recensement bosnien de 2013, il compte 47 habitants.

## Démographie

### Évolution historique de la population
| 1948 | 1953 | 1961 | 1971 | 1981 | 1991 | 2013 |
| ---- | ---- | ---- | ---- | ---- | ---- | ---- |
| -    | -    | 118  | 114  | 118  | 104  | 47   |

|  |

### Répartition de la population par nationalités (1991)
En 1991, les 104 habitants du village étaient tous serbes.